# Bataille de Gwoza (2014)
Insurrection de Boko Haram
La première bataille de Gwoza a lieu le 6 août 2014 pendant l'insurrection de Boko Haram.

## Déroulement
Le 6 août 2014 Boko Haram prend d'assaut Gwoza, une ville de peuplée de 200 000 habitants. Les locaux de la police, du gouvernement local et d'autres bâtiments publics sont incendiés,. Aussitôt après la prise de la ville, 70 personnes sont massacrées par les djihadistes.
Le 24 août suivant, Boko Haram diffuse une vidéo dans laquelle Abubakar Shekau déclare que Gwoza fait désormais partie du « califat islamique ».
Selon Amnesty International, 600 personnes ont été tuées par Boko Haram lors de l'attaque : « Des milliers de personnes ont pris la fuite dans les montagnes environnantes, où les combattants de Boko Haram les pourchassaient et les faisaient sortir de force des grottes où elles se cachaient à l’aide de grenades lacrymogènes. Les femmes ont alors été enlevées. Les hommes ont été tués ».

## Vidéographie
- [vidéo] DOCUMENT FRANCE 2. Les preuves des crimes de guerre commis par Boko Haram au Nigeria, Francetvinfo, 25 juin 2015.
- [vidéo] VIDEO: Boko Haram Declares A New Caliphate In NorthEastern Nigeria, Saharatv, 24 août 2014.